# Prälogik
Prälogik ist ein kulturwissenschaftlicher von dem französischen Ethnologen und Philosophen Lucien Lévy-Bruhl (1857–1939) gebildeter Begriff, der einen entsprechenden prälogischen Denkstil bei Naturvölkern beschrieb. Lévy-Bruhl bezeichnete das zugrundeliegende psychologische Prinzip auch als participation mystique. Es handelt sich dabei um einen Archaismus.  Prälogisches Denken ist auch bei Kleinkindern zu beobachten. Sie vermischen objektiv Unvereinbares, da kein ausreichender Unterschied zwischen der Erlebniswelt und der Umwelt als realer Dingwelt gemacht wird. Als Definition des vorlogischen Denkens gilt auch das natürliche, emotionale, einfallsmäßige Denken. Intuitive Einsichten müssen daher erst noch rational erfasst und sprachlich formuliert werden. Einfallmäßiges Denken ist daher als die natürliche Form des Denkens anzusehen im Gegensatz zum problemorientierten logischen Denken und deduktiven Schließen.

## Rezeption
Laut dem deutschen Sprachwissenschaftler und Volkskundler Heinrich Harmjanz (1904–1994) besagte der Levy-Bruhlsche Begriff der Prälogik „daß das Individuum wohl den Widerspruch nicht aufsucht, ihn aber auch nicht vermeidet in Dingen“; daher liegen die Dinge für die Übertragung des Begriffs Prälogik auf Prämoral ähnlich. „Prälogik ist gebunden an das Individuum wie Gemeinschaft/Gesellschaft, Moral, aber nur ein Ergebnis der Gemeinschaft/Gesellschaft und nur hier möglich“. Für den österreichischen nationalsozialistischen Rassenbiologen Friedrich Keiter (1906–1967) waren alle Mythologien prälogisch: „Prälogik heißt freilich nicht, daß die zugehörigen Menschen überhaupt nicht denken, sondern nur, daß sie die logische Architektur und die Kritik der Wirklichkeit und Wahrheit nicht in Bereiche vortragen, die soweit jenseits der Praxis des Alltages liegen und so anderes bedeuten wie die Mythologien“.
Der Schweizer Entwicklungspsychologe Jean Piaget (1896–1980) deutete den Begriff um zur perzeptiven Prälogik.
Der deutsche Anglist und Sprachwissenschaftler Winfried Nöth verwendet den Begriff in der Semiotik.

## Kritik
Gegen die Bezeichnung Prälogik ist der Vorwurf der Abwertung nichteuropäischer Denkformen erhoben worden, indem bei Vergleichen mit einer „europäischen“ Logik diese letztere als der „Normalfall“ angesehen werde (Eurozentrismus). Klaus Neumann zitiert die Kritik, dass die Prälogik gar keine Prä-Logik sei, sondern ganz gesunde Logik, die auf abergläubische Tatsachen-Annahmen angewendet wird. Diesen Fragestellungen ist auch die sich zeitweilig zunehmend verbreitende Ethnopsychiatrie ausgesetzt. Dennoch spricht Erwin H. Ackerknecht hier auch von einer Modeerscheinung.